# Thomas Marksteiner
Thomas Marksteiner (* 26. Februar 1958 in Wien; † 12. November 2011) war ein österreichischer Klassischer Archäologe.

## Leben
Thomas Marksteiner studierte ab 1982 Klassische Archäologie an der Universität Wien und wurde dort im Jahr 1992 bei Jürgen Borchhardt promoviert. Im Jahr 2000 erfolgte seine Habilitation. Am 3. April 2001 erhielt er die Lehrbefugnis als Universitätsdozent für Klassische Archäologie.
Marksteiners Forschungsgebiet war das antike Lykien: 1985 bis 2011 arbeitete er bei den Grabungen in Limyra, 1991 bis 2000 bei denen in Xanthos mit, 1997 bis 2000 nahm er am Survey von Kyaneai teil, 1994 bis 2000 leitete er einen Survey in Istlada und auf dem Bonda Tepe, von 2002 bis 2007 leitete er die österreichischen Grabungen in Limyra.
Verheiratet war er mit der Archäologin Banu Yener-Marksteiner, die gleichfalls in Lykien forscht.

## Veröffentlichungen (Auswahl)
- Die befestigte Siedlung von Limyra (= Forschungen in Limyra Bd. 1). Phoibos-Verlag, Wien 1997, ISBN 3-901232-09-5 (Dissertation)
- Trysa – eine zentrallykische Niederlassung im Wandel der Zeit. Siedlungs-, architektur- und kunstgeschichtliche Studien zur Kulturlandschaft Lykien (= Wiener Forschungen zur Archäologie Bd. 5). Phoibos-Verlag, Wien 2002, ISBN 3-901232-30-3 (Habilitationsschrift)
- Lykien. Ein archäologischer Führer. Phoibos-Verlag, Wien 2010, ISBN 978-3-85161-029-1.